# Clube União Desportiva Leverense
O Clube União Desportiva Leverense é um clube português sediado em Lever, na atual freguesia de Sandim, Olival, Lever e Crestuma, Município de Vila Nova de Gaia, no Distrito do Porto. O clube foi fundado em 1 de Abril de 1950 e o seu actual presidente é Pedro Nogueira. Os seus jogos em casa são disputados no Parque de Jogos Comendador António Pimenta da Fonseca. Atualmente o Leverense é presidido por uma Direcção liderada por Pedro Nogueira, conta também com uma equipa B que disputa AF Porto 2ª Divisão Série 1. O clube tem um hino.

## Futebol
A equipa de seniores participa, na AF Porto 1ª Divisão Série 2

### Classificações por época
| Época     | Nível | Divisão                      | Classificação | Taça de Portugal |
| --------- | ----- | ---------------------------- | ------------- | ---------------- |
| 2007/2008 | 6     | 1ª Divisão da AF Porto       | 15º           | -                |
| 2008/2009 | 6     | 1ª Divisão da AF Porto       | 12º           | -                |
| 2009/2010 | 6     | 1ª Divisão da AF Porto       | 10º           | -                |
| 2010/2011 | 6     | 1ª Divisão da AF Porto       | 8º            | -                |
| 2011/2012 | 6     | 1ª Divisão da AF Porto       | 10º           | -                |
| 2012/2013 | 6*    | 1ª Divisão da AF Porto       | 7º*           | -                |
| 2013/2014 | 5     | Divisão de Honra da AF Porto | 16º           | -                |
| 2014/2015 | 6     | 1ª Divisão da AF Porto       | 3º            | -                |
| 2015/2016 | 6     | 1ª Divisão da AF Porto       | 3º            | -                |

Legenda das cores na pirâmide do futebol português
     1º nível (1ª Divisão / 1ª Liga) 
     2º nível (até 1989/90 como 2ª Divisão Nacional, dividido por zonas, em 1990/91 foi criada a 2ª Liga) 
     3º nível (até 1989/90 como 3ª Divisão Nacional, depois de 1989/90 como 2ª Divisão B/Nacional de Seniores/Campeonato de Portugal)
     4º nível (entre 1989/90 e 2012/2013 como 3ª Divisão, entre 1947/48 e 1989/90 e após 2013/14 como 1ª Divisão Distrital) 
     5º nível
     6º nível
     7º nível

## Palmares:
- 1.ª Divisão da AF Porto 1995/96
- AF Porto Divisão Honra 1975/76